# Brown Lady

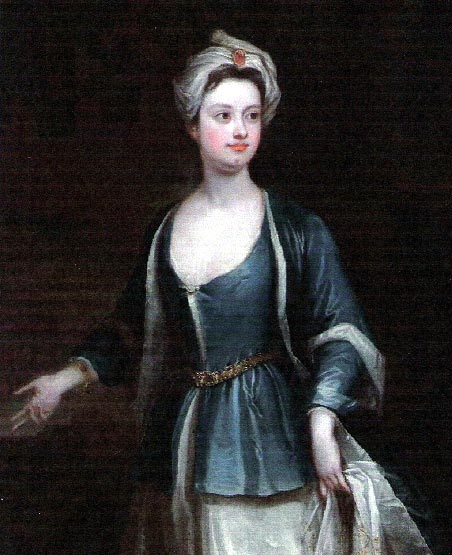
Lady Dorothy Walpole

Die Brown Lady of Raynham Hall ist ein angebliches Gespenst, das in Raynham Hall in Norfolk spuken soll. Sie wurde zu einer der berühmtesten Gespenster-Legenden in Großbritannien durch ein angebliches Bild der „Brown Lady“ im Country Life Magazin, das Fotografen im Jahr 1936 auf der Treppe von Raynham Hall aufnahmen. Die Bezeichnung „Brown Lady“ leitet sich von der Farbe des Brokatkleides, in dem der Geist angeblich zu sehen war, ab. Beweise für die Echtheit des Fotos oder weiterer Sichtungen gibt es nicht. Heutige skeptische Wissenschaftler, darunter Joe Nickell, gehen davon aus, dass das Bild gefälscht ist, möglicherweise durch Mehrfachbelichtung.

## Die Identität des Geistes
Der Legende nach ist die „Brown Lady“ der Geist von Lady Dorothy Walpole (1686–1726), der Schwester von Robert Walpole, der im Allgemeinen als der erste Premierminister von Großbritannien angesehen wird. Sie war die zweite Frau von Charles Townshend, der berüchtigt für seinen Jähzorn war. Die Legende sagt, dass Townshend, als er entdeckte, dass seine Frau mit Lord Wharton Ehebruch begangen hatte, sie zur Strafe in ihre Zimmer im Familiensitz Raynham Hall sperrte und sie ihre Kinder niemals wieder sehen durfte. Laut Mary Wortley Montagu war Dorothy in Wahrheit von der Countess of Wharton eingeschlossen worden. Sie teilte Dorothy mit, dass ihr Mann niemals erlauben würde sie zu verlassen. Dorothy blieb in Raynham Hall bis zu ihrem Tod durch Pocken im Jahre 1726.

## Sichtungen

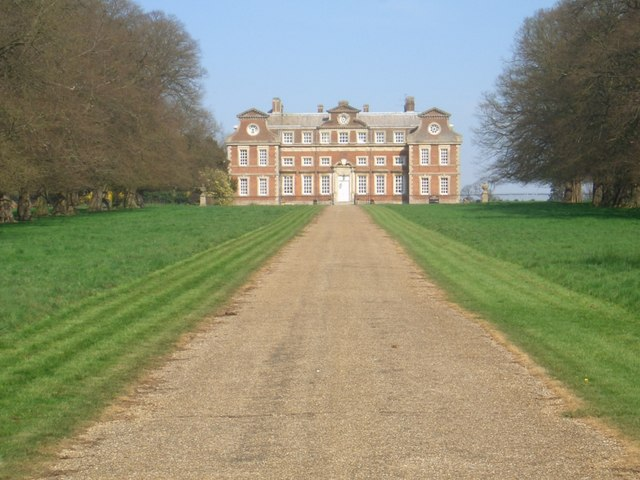
Raynham Hall

Als König George IV. Anfang des 19. Jahrhunderts in Raynham Hall zu Gast war, habe er die „Brown Lady“ neben seinem Bett stehen sehen. Dieser beschrieb sie als blass und mit wirren Haaren.
Erstmals aufgezeichnet wurde die Sichtung des Geists durch Lucia C. Stone. Stone berichtete, dass Lord Charles Townshend Weihnachten 1835 Gäste nach Raynham Hall eingeladen habe, um dort Weihnachten zu feiern, darunter sei ein Oberst Loftus gewesen. Loftus und ein weiterer Gast namens Hawkins sagten, sie hätten die „Brown Lady“ eines Nachts gesehen, wie sie sich ihren Schlafzimmern näherte, wobei ihnen besonders das braune Kleid auffiel, das sie trug. Am folgenden Abend behauptete Loftus wieder, die „Brown Lady“ gesehen zu haben, später berichtete er, dass er bei dieser Gelegenheit die leeren Augenhöhlen des Geistes dunkel im glühenden Gesicht gesehen habe. Loftus' Sichtungen führte dazu, dass einige Mitarbeiter Raynham Hall für immer verließen.
Die nächste Sichtung der „Brown Lady“ machte 1836 Frederick Marryat, ein Freund des Schriftstellers Charles Dickens und der Autor einer Reihe von populären Romanen. Es wird gesagt, dass Marryat verlangt habe, die Nacht im Geisterzimmer von Raynham Hall zu verbringen, um seine Theorie zu beweisen, dass der Spuk durch lokale Schmuggler in Umlauf gebracht worden sei, um die Menschen fernzuhalten aus diesem Bereich. Florence Marryat berichtete später in einem Schreiben von den Erlebnissen ihres Vaters.
Lady Townshend berichtete, dass die „Brown Lady“ das nächste Mal im Jahre 1926 gesehen wurde: Ihr Sohn und sein Freund behaupteten, den Geist auf der Treppe gesehen zu haben; sie identifizierten die geisterhafte Gestalt als Lady Dorothy Walpole, nach ihrem Porträt, welches in dem Geisterzimmer hängt.

## Country Life Magazin
Am 19. September 1936 fotografierten Captain Hubert C. Provand und Indre Shira, in London ansässige Fotografen, die für das Country Life Magazin arbeiteten, Raynham Hall für einen Artikel, welcher zu einem späteren Zeitpunkt im Jahr erscheinen sollte. Die beiden Männer berichteten, dass sie bereits ein Foto von der Haupttreppe gemacht hatten, und machten nun die Einstellung für ein weiteres Bild, als Shira Schwaden sah, die allmählich die Form und das Aussehen einer Frau annahmen und sich die Treppe zu ihnen hinunter bewegte. Auf Anweisung von Shira nahm Provand schnell den Deckel von der Linse, während Shira die Kamera drückte, um das Blitzlicht zu aktivieren. Später, als die Negative entwickelt waren, wurde das berühmte Bild der „Brown Lady“ enthüllt. Der Bericht von dem geisterhaften Erlebnis von Provand und Shira in Raynham Hall wurde zusammen mit dem Foto der „Brown Lady“ im Country Life Magazin vom 26. Dezember 1936 veröffentlicht. Das Foto und seine Entstehungsgeschichte erschienen am 4. Januar 1937 auch in der Ausgabe des Life-Magazins.
Bald nach dem Erscheinen interviewte der bekannten Parapsychologe Harry Price Provand und Shira und berichtete: 'Ich möchte gleich vorweg sagen, dass ich beeindruckt war. Mir wurde eine sehr einfache Geschichte erzählt: Herr Indre Shira sah die Erscheinung genau in dem Moment die Treppe hinabsteigen, als der Kopf von Kapitän Provand unter dem schwarzen Tuch lag. Ein Schrei – und die Mütze war weg und die Blitzlampe entzündet, mit dem Ergebnis, das wir jetzt sehen. Ich konnte ihre Geschichte nicht erschüttern, und ich hatte kein Recht, sie anzuzweifeln. Nur eine geheime Absprache zwischen den beiden Männern würde das Gespenst erklären, wenn es eine Fälschung ist. Das Negativ ist völlig frei von jeglicher Fälschung'.
Sachverständige von Country Life erklärten, dass Foto und Negative anscheinend nicht verändert worden seien.
Nachdem dieses Bild in den Zeitschriften abgedruckt worden war, ließ sich die „Brown Lady“ nicht mehr regelmäßig bzw. fast gar nicht mehr sehen.

## Heutige Erklärungsansätze
Die Echtheit des Fotos war von Anfang an umstritten. Kritiker behaupten, dass Shira das Bild durch Malerei, Fett oder eine ähnliche Substanz in Form einer Figur auf der Linse, oder durch eine vorsätzliche Bewegung von ihm während der Aufnahme gefälscht haben könnte. Andere behaupten, dass das Bild durch eine versehentliche Doppelbelichtung entstanden sei oder irgendwie Licht in die Kamera gekommen sei. Bereits kurz nach Entstehung des Bildes startete die Society for Psychical Research eine umfassende Untersuchung und schlussfolgerte, dass es sich um einen Lichteinfall handelt. Joe Nickell geht von einer Doppelbelichtung aus und schlussfolgert: „Wahrscheinlich wurde die Kamera während einer langen, zweistufigen Belichtung, bei der eine reale Figur kurz auf der Treppe steht, leicht verschoben. Das Negativ wäre demnach unverändert geblieben.“ Zudem sei das Foto nicht mit Blitz aufgenommen, sondern mit dem zur Verfügung stehenden Licht und benötigte eine entsprechend lange Belichtungszeit, was die Behauptung der Fotografen, sie hätten spontan schnell einen Schnappschuss gemacht, infrage stellt.
Ein weiterer Erklärungsansatz ist, dass der angebliche Geist von Form und Körperhaltung her auffällige Ähnlichkeit mit der Statue einer betenden Maria hat, wie sie in katholischen Kirchen verbreitet sind, weshalb vermutet wird, dass das Bild einer Marienstatue in das Bild der Treppe eingefügt wurde.